# Едвард Кофлер
Едвард Кофлер (Edward Kofler; 16 листопада 1911, Бережани, Польща — 22 квітня 2007, Цюрих, Швейцарія) — польський і швейцарський математик, зробив помітний внесок у теорію ігор та нечітку логіку, автор теорії лінійної часткової інформації.

## Життєпис
Народився в місті Бережани (Польща; нині Україна). Закінчив Львівський університет, де вивчав математику, теорію ігор під керівництвом Гуго Штейнгауза та Стефана Банаха, та Краківський університет, де вивчав педагогіку. Після закінчення дипломної роботи 1939 року повернувся додому до родини в місто Коломия (нині Україна), де навчав математики в польській школі. Після наступу німців на місто 1 липня 1941 року зміг із дружиною втекти до Казахстану. Там, поблизу міста Алма-Ата, керував польською школою із притулком для сиріт. Після завершення Другої світової війни разом із сиротами повернувся 1946 року до Польщі.
Від 1959 року прийняв посаду помічника у варшавському університеті на факультеті економіки. 1962 року здобув ступінь доктора (дисертація «Економічні рішення із застосуванням теорії ігор» (англ. Economic Decisions, Applying Game Theory)) і став ад'юнкт-професором на факультеті соціальних наук варшавського університету за фахом «економетрія».
1969 року емігрував до Швейцарії, де прийняв посаду професора в університеті Цюриха в Інституті емпіричних економічних досліджень (англ. Institute for Empirical Research in Economics) та наукового консультанта Швейцарського національного наукового фонду. У Цюриху розробив 1970 року свою теорію лінійної часткової інформації, яку застосовують для ухвалення рішень на підставі нечіткої логіки, тобто неповної чи неточної доступної інформації.
Працював запрошеним професором в університетах у Ленінграді (Росія), Гейдельберзі (Німеччина), в Макмастерському університеті (Гамільтон, Онтаріо, Канада) та Лідсі (Велика Британія). Працював спільно з багатьма відомими фахівцями в галузі теорії інформації, зокрема з Миколою Воробйовим у Радянському Союзі, Оскаром Ланге у Польщі, Ґюнтером Менґесом у Німеччині, Гайді Шельберт та Петером Звейфелем (Peter Zweifel) у Швейцарії.
Автор багатьох книг та статей. Помер у віці 95 років у Цюриху.